# Casotto
Casotto is een Italiaanse film van Sergio Citti die werd uitgebracht in 1977.

## Samenvatting
Het verhaal speelt zich af op een warme zondag in augustus. Centrum van het gebeuren is een collectief badhuis op het openbaar strand van Ostia. Een aantal badgasten kruisen er elkaar. Allen willen ze iets meer dan enkel zich ontspannen. Zo hopen twee grootouders hun piepjonge zwangere kleindochter aan de man te brengen bij een argeloze neef. Twee zussen proberen een rigide verzekeringsagent te verleiden. En twee vrienden willen de twee meisjes die ze net hebben ontmoet 'beter' leren kennen. 
Een vrouwelijke basketbalploeg onder de hoede van een strenge trainer, een eenzame priester die twee penissen blijkt te hebben, een jong koppel dat van plan is voor het eerst te vrijen en twee jonge militairen die verzot zijn op fitness vervolledigen de groep die de omkleedruimte gebruikt.  
Allen worden gadegeslagen door een jonge voyeur. 
Het verhaal eindigt wanneer een fikse stortbui optreedt als spelbreker en de badgasten zich genoopt zien te schuilen in het badhuis en een voor een naar huis terug te keren.

## Rolverdeling
| Acteur            | Personage                            |
| ----------------- | ------------------------------------ |
| Ugo Tognazzi      | Alfredo Cerquetti, verzekeringsagent |
| Paolo Stoppa      | de grootvader van Teresina           |
| Jodie Foster      | Teresina Fedeli                      |
| Flora Carabella   | de grootmoeder van Teresina          |
| Michele Placido   | Vincenzino                           |
| Mariangela Melato | Giulia                               |
| Anna Melato       | Bice                                 |
| Franco Citti      | Nando                                |
| Gigi Proietti     | Gigi                                 |
| Ninetto Davoli    | de voyeur                            |
| Catherine Deneuve | de vrouw in de droom                 |